# Древесные кенгуру
Древесные кенгуру (лат. Dendrolagus, от др.-греч. δενδρο- +λᾰγώς «древесный заяц») — род в семействе кенгуровых.

## Распространение
Древесные кенгуру обитают в тропических лесах острова Новая Гвинея (полуостров Чендравасих, индонезийская провинция Западная Новая Гвинея и дождевые леса Папуа — Новой Гвинеи), в северо-восточной части австралийского штата Квинсленд (полуостров Кейп-Йорк) и на близлежащих островах. Большинство видов встречается в гористой местности, хотя некоторые из них можно найти на равнинах.

## Внешний вид
Длина древесных кенгуру колеблется от 1,3 до 1,8 м, из них длина туловища с головой — 50—80 см, длина хвоста — 50—90 см. Вес животного варьируется от 5 до 18 кг. Верхняя часть древесных кенгуру окрашена в чёрный или серо-коричневый цвет, нижняя часть — в основном в белый цвет.
В отличие от своих наземных собратьев, древесные кенгуру имеют короткие задние ноги с широкой подошвой. Кроме того, на их лапах имеются длинные загнутые когти, которые помогают животному цепляться за стволы деревьев. Уши у древесных кенгуру округлой формы, а морда в сравнении с другими родами кенгуру укорочена. Хвост животного сильно опушён и служит балансиром и рулём при прыжках. Во время передвижения древесные кенгуру держат тело не в вертикальном положении, как наземные виды, а в горизонтальном.

## Образ жизни
Древесные кенгуру обитают в высокогорных тропических лесах. Являются отличными скалолазами и могут прыгать с одного дерева на другое на расстояние 9 м. Кроме того, могут спрыгивать на землю с высоты до 18 м. Животные ведут ночной образ жизни. В дневное время они прячутся на деревьях, а по ночам отправляются на поиски еды, спускаясь зачастую на землю, где передвигаются неуклюже небольшими прыжками. Питаются преимущественно растительной пищей (листьями и фруктами).

## Размножение
На свет появляется, как правило, один детёныш, который проводит в сумке матери почти год. Продолжительность жизни — до 20 лет.

## Классификация
В род включают следующие виды:
- Кенгуру Беннетта (Dendrolagus bennettianus)[1]: распространён в северо-восточной части Квинсленда.
- Кенгуру Дориа (Dendrolagus dorianus)[1]: обитает на территории большей части Новой Гвинеи на высоте от 600 до 3600 м. Самый крупный вид древесного валлаби.
- Кенгуру Гудфеллоу (Dendrolagus goodfellowi)[1]: обитает в центральной и юго-восточной части острова Новая Гвинея. Находится под угрозой исчезновения.
- Седой древесный кенгуру (Dendrolagus inustus)[2]: обитает в северной и западной части Новой Гвинеи, а также на близлежащих островах. Вид достаточно плохо изучен специалистами.
- Кенгуру Люмхольтца (Dendrolagus lumholtzi)[2], или кенгуру Лумхольтца[1]: распространён в северо-восточной части Квинсленда.
- Кенгуру Матчи (Dendrolagus matschiei)[2], или кенгуру Матши[1]: обитает на полуострове Хуон в Папуа — Новой Гвинее.
- Dendrolagus mbaiso: обитает в высокогорьях западной части Новой Гвинеи.
- Dendrolagus pulcherrimus: обитает в горах Торричелли Папуа — Новой Гвинеи, а также в горах Фоджа индонезийской провинции Западная Новая Гвинея.
- Папуасский древесный кенгуру (Dendrolagus scottae)[2]: обитает в горах Торричелли. Находится под угрозой исчезновения.
- Равнинный древесный кенгуру (Dendrolagus spadix)[2]: обитает в южной части Новой Гвинеи от территории Национального парка Лоренц до реки Флай.
- Dendrolagus stellarum: обитает в высокогорных районах западной части Новой Гвинеи.
- Медвежий кенгуру (Dendrolagus ursinus)[1]: обитает на полуострове Чендравасих.